# Zlatko Škorić
Zlatko Škorić (Zagabria, 27 luglio 1941 – Zagabria, 23 maggio 2019) è stato un calciatore jugoslavo, croato dal 1991, di ruolo portiere.

## Palmarès

### Club

#### Trofei Nazionali
- Campionato tedesco: 1

Bayern Monaco: 1973
- Kup Maršala Tita: 3

Dinamo Zagabria: 1963, 1965, 1969

#### Trofei Internazionali
- Coppa delle Fiere: 1

Dinamo Zagabria: 1967